# Nördliche Grashüpfermaus

Verbreitungsgebiet der Nördlichen Grashüpfermaus

Die Nördliche Grashüpfermaus (Onychomys leucogaster) ist ein Nagetier in der Gruppe der Neuweltmäuse, das in Nordamerika verbreitet ist.

## Merkmale
Ausgewachsene Exemplare erreichen eine Gesamtlänge von 12 bis 19 cm, inklusive eines 3 bis 6 cm langen Schwanzes und ein Gewicht von 30 bis 60 g. Es besteht eine deutliche Grenze zwischen dem sepiabraunen bis zimtbraune Fell der Oberseite und der weißlichen Unterseite. Zusätzlich sind der kurze Schwanz und die Füße weiß gefärbt.

## Verbreitung
Das Verbreitungsgebiet reicht von südlichen Regionen der Provinzen Alberta, Saskatchewan und Manitoba in Kanada über die Great Plains in den USA bis ins nordöstliche Mexiko. Die Nördliche Grashüpfermaus lebt in Prärien und anderen grasbedeckten Landschaften sowie im Buschland. Die Art besucht gelegentlich Ackerflächen.

## Lebensweise
Die Exemplare sind nachtaktiv und leben einzeln oder als Paar mit Nachwuchs. Sie ruhen am Tage in Nestern, die in Erdlöchern, Felsspalten oder anderen Verstecken angelegt werden. Die Nördliche Grashüpfermaus hält keinen Winterschlaf. Zu ihrer Nahrung zählen Insekten und andere wirbellose Tiere sowie kleinere Nagetiere. Nach einer Trächtigkeit von 29 bis 38 Tagen werden pro Wurf meist drei oder vier Jungtiere geboren. Weibchen sind in den ersten zwei Tagen nach der Geburt paarungsbereit.
Dieses Nagetier hat verschiedene Fressfeinde wie Schleiereule, Virginia-Uhu, Rotschwanzbussard und wilde Hunde.

## Gefährdung
Für den Bestand liegen keine Bedrohungen vor und die Gesamtpopulation wird als stabil eingeschätzt. Die IUCN listet die Art als nicht gefährdet (least concern).